# Elizabeth Cavendish (1555-1582)
Elizabeth Cavendish, comtesse de Lennox (31 mars/10 avril 1555 - janvier 1582) est une aristocrate anglaise et l'épouse de Charles Stuart, comte de Lennox. Elle est la mère d'Arbella Stuart, possible héritière des trônes anglais et écossais.

## Famille
Elizabeth Cavendish est née à Chatsworth House entre le 31 mars et le 10 avril 1555, et est la fille de Bess de Hardwick et de son deuxième mari Sir William Cavendish. Catherine Grey est l'une de ses marraines . Bess est une dame de la chambre de la reine Élisabeth Ire et l'une des femmes les plus riches d'Angleterre . Elizabeth Cavendish a sept frères et sœurs, dont deux morts dans l'enfance.

## Mariage
En 1574, Elizabeth Cavendish épouse en secret Charles Stuart, comte de Lennox, le frère cadet d'Henry Stuart, Lord Darnley et prétendant au trône anglais. La reine Élisabeth Ire est furieuse contre les parents du couple pour avoir organisé un mariage aussi controversé sans sa permission. La reine envoie la mère et la belle-mère d'Elizabeth, Margaret Douglas, à la Tour de Londres .
En 1575, Elizabeth donne naissance à son unique enfant, Arbella Stuart. Son mari meurt en 1576 de la tuberculose .
Elizabeth décède six ans plus tard, en janvier 1582, à l'âge de 26 ans. Son beau-père le comte de Shrewsbury écrit à William Cecil que Bess de Hardwick "prend la mort de ma fille de Lennox si mal qu'elle ne pense ni ne peut penser à rien d'autre qu'à se lamenter et pleurer." .